# Cameron Murray
Pour les articles homonymes, voir Cameron Murray (rugby à XIII) et Murray.
Pas d'image ? Cliquez ici

a Compétitions nationales et continentales officielles uniquement.

b Matchs officiels uniquement.
Cameron Alexander Murray, né le 31 mars 1975 à Hawick (Écosse), est un joueur de rugby à XV qui a joué avec l'équipe d'Écosse, évoluant au poste de trois-quarts aile.

## Biographie
Cameron Murray dispute son premier test match le 22 mars 1998 contre l'équipe d'Angleterre. Il dispute son dernier test match le 18 novembre 2001 contre l'équipe d'Argentine. Murray participe à la coupe du monde de 1999 (5 matchs joués).

## Palmarès
- Vainqueur du Tournoi des Cinq Nations en 1999

## Statistiques en équipe nationale
- 26 sélections (+ 2 avec le XV d'Écosse)
- Sélections par années : 5 en 1998, 11 en 1999, 4 en 2000, 6 en 2001
- Tournois des Cinq Nations disputés : 1998, 1999, 2000, 2001